# Belgisch-Preußische Grenzsteine

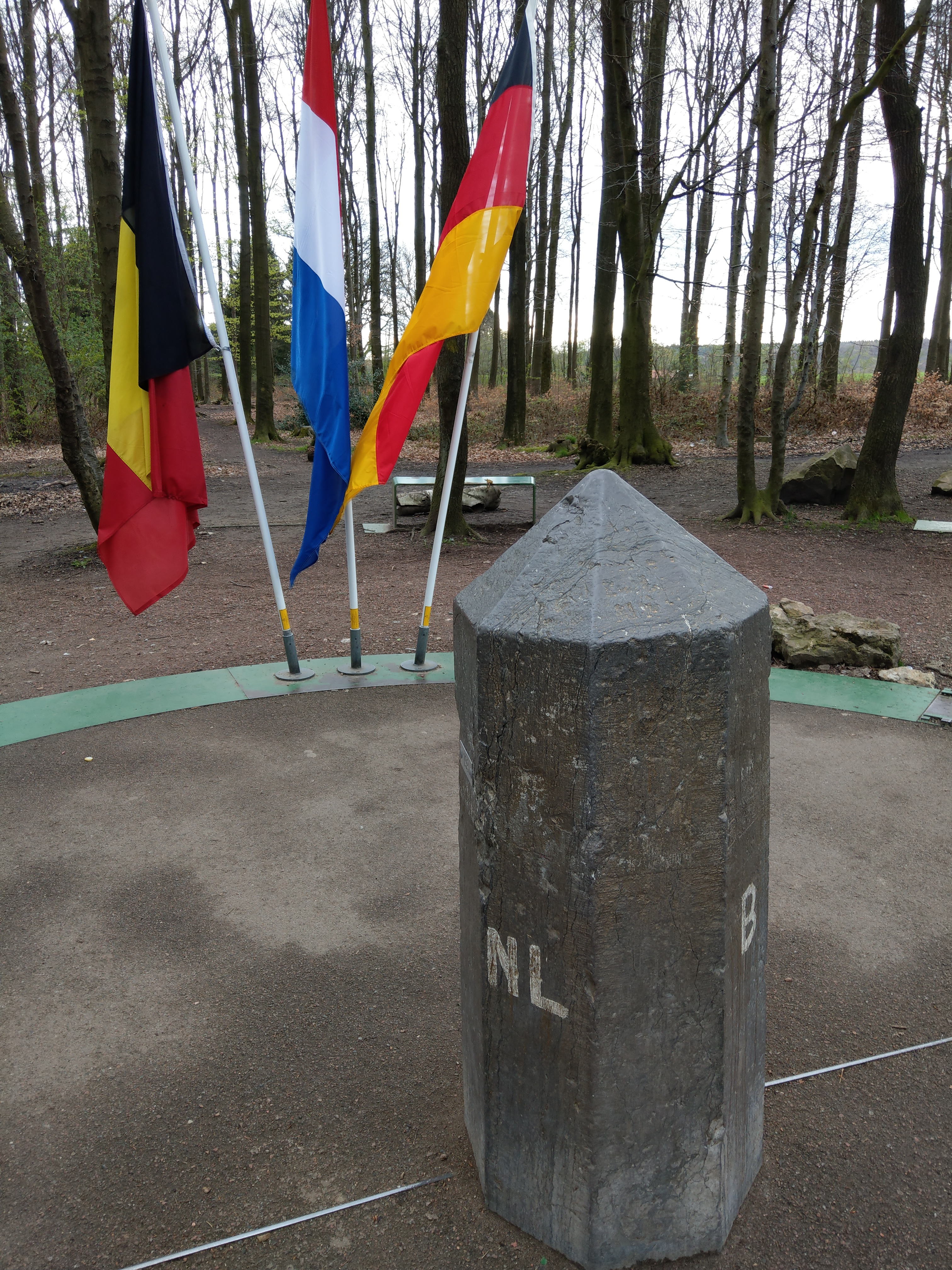
Grenzstein Nr. 193 (neu) am Vierländereck Vaalserberg

Die Belgisch-Preußischen Grenzsteine markieren gemäß den Entscheidungen des Wiener Kongresses von 1815 den ehemaligen Grenzverlauf zwischen dem Königreich Belgien, das bis 1830 noch Teil des Königreichs der Vereinigten Niederlande war, und dem Königreich Preußen.

## Geschichte
Im Jahr 1817 wurden entlang der Grenzlinie an markanten Punkten Pfähle aus Eichenholz aufgestellt. Ab 1840 wurden sie mit und mit durch steinerne ersetzt, in unterschiedlichen Formen und Materialien und noch bis zu Beginn des 20. Jahrhunderts mit kleineren Zwischensteinen ergänzt. Sie wurden zudem durchnummeriert, wobei die Nummern 1 bis 75 zu den Grenzsteinen zwischen dem Großherzogtum Luxemburg und Preußen zählen und am Ort Schengen an der französischen Grenze beginnen. Ab der Nummer 75 an der Gemeindegrenze von Gouvy und Burg-Reuland kennzeichnen sie die Grenze zwischen dem damaligen Königreich Niederlande, ab 1830 Belgien, und Preußen. Der Stein 75 war dann auch, nachdem sich Luxemburg im Jahr 1866 von den Niederlanden gelöst hatte, das Dreiländereck Belgien, Preußen, Luxemburg. Der letzte Stein dieses Grenzverlaufs hat die Nummer 193 und befindet sich am ehemaligen Vierländereck auf dem Vaalserberg. Nördlich des Vaalserberges schließen sich bis zum Ort Mook en Middelaar die Niederländisch-Preußischen Grenzsteine an. An mehreren Stellen wurden zudem auf preußischer Seite massive Zollhäuser, so genannte Beamtenhäuser, errichtet, die für die Zollbeamten zugleich Dienstwohnung waren.
Mit dem Versailler Vertrag von 1919 und dem damit verbundenen Anschluss im Januar 1920 der vormaligen Kreise Malmedy und Eupen an den Staat Belgien verlor die Grenzlinie ihre Daseinsberechtigung und die Steine wurden nicht mehr benötigt und somit nicht mehr gewartet, weshalb einige verfielen oder durch land- und forstwirtschaftliche Maßnahmen verschwanden. Belgien beschlagnahmte die alten Zollhäuser und verkaufte sie später an Privatpersonen. Alle Grenzsteine entlang der Deutschsprachigen Gemeinschaft, auch die nicht mehr vorhandenen, wurden 1996 sowie die Steine mit den Nummern 155 bis 157 im Hohen Venn bereits im Jahr 1991 unter Denkmalschutz gestellt.

## Verlauf

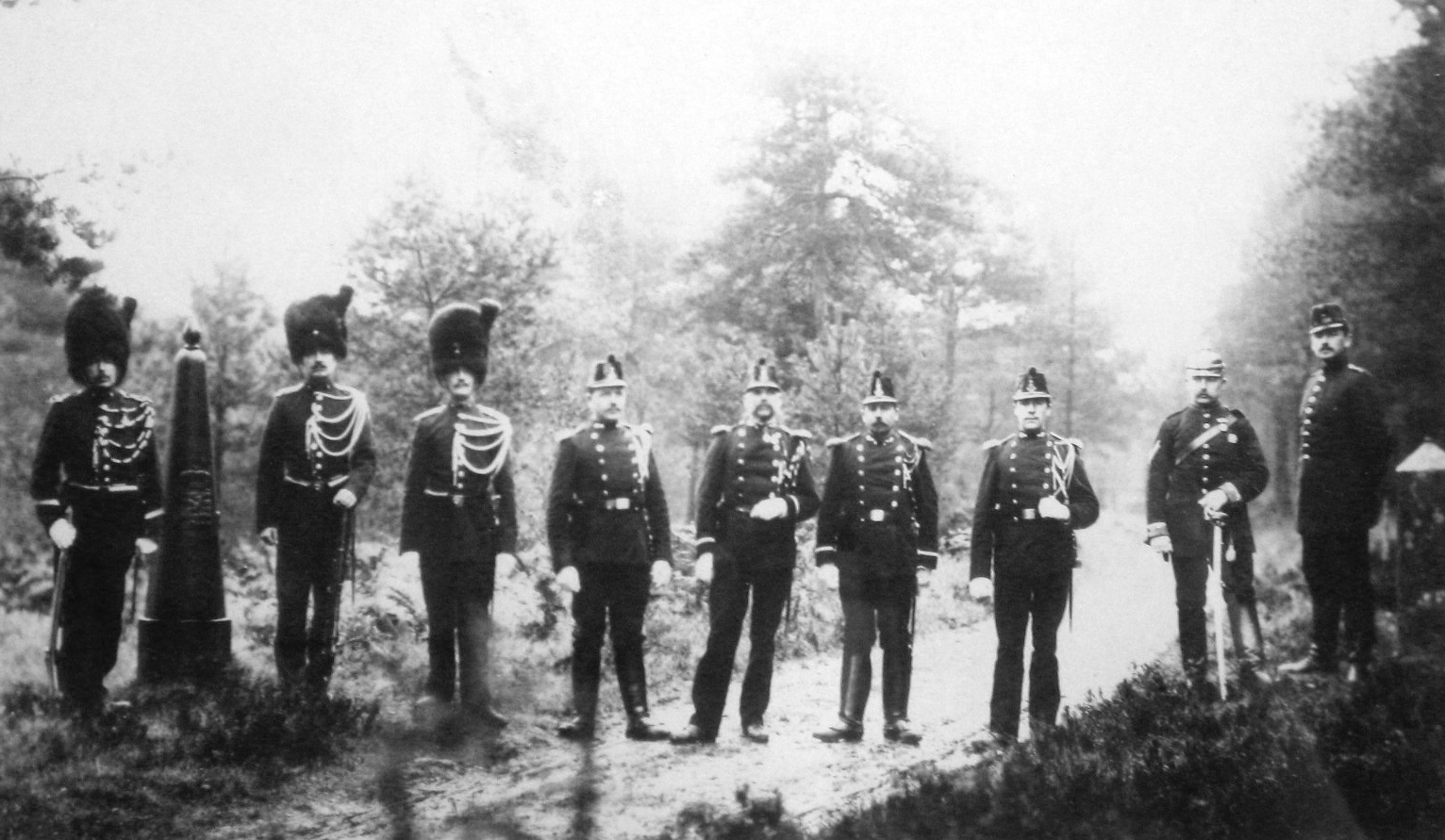
Belgische, luxemburgische und preußische Gendarmen zwischen dem belgisch-luxemburgischen Grenzstein LB 286 (links) und dem preußisch-luxemburgischen Grenzstein 75 (rechts) bei Huldingen um 1910

Die ehemalige belgisch-preußische Grenzlinie reichte vom Dreiländereck Luxemburg–Vereinigte Niederlande–Preußen (ab 1830 Luxemburg–Belgien–Preußen) im Weiler Schmiede (Luxemburg) westlich von Lengeler und nördlich von Huldingen bis zum Dreiländereck Vereinigte Niederlande–Neutral-Moresnet–Preußen (ab 1830 Vierländereck Belgien–Neutral-Moresnet–Niederlande–Preußen) auf dem Vaalserberg. Dabei verlief die Grenze laut den Festlegungen im Aachener Grenzvertrag von 1816 ab dem Grenzstein Nummer 76 entlang der alten Straße von Luxemburg in Richtung Stavelot westlich am Ort Recht vorbei bis Pont. Im weiteren Verlauf führte sie entlang des Rechterbaches und der Amel über Francorchamps nach Baraque Michel. Von dort folgte sie dem Verlauf der Hill bis kurz vor Eupen, machte in Höhe des Wetzlarbades einen südwestlichen Schlenker um Eupen vorbei an Baelen und dem Kloster Garnstock, um die Herbesthaler Straße/rue mitoyenne zu erreichen. Die große Straße bildete bis zum Weißen Haus (Gemeinde Lontzen) und dann bis Kelmis (damals Neutral-Moresnet) die Grenze. Von dort zog sie dann hinauf zum Vaalserberg.
Die Steine mit den Nummern 76 bis 111 und 158 bis 193 markieren dabei den westlichen Grenzverlauf entlang der heutigen Deutschsprachigen Gemeinschaft und die Steine 75 sowie 112 bis 157 den der Gemeinden Malmedy und Weismes, die 1815 zu Preußen fielen trotz der Dominanz der französischen Sprache. An einigen wenigen Stellen, zumeist an Straßenkreuzungen oder an der Weser wurden sowohl auf der belgischen Seite als auch auf der preußischen Seite je ein Stein aufgestellt, zwischen deren Mitte die tatsächliche Grenzlinie verläuft. Dies betrifft die Steine 173 und 174 an der Weser, die Steine 178 bis 186 zwischen den Gemeinden Eupen und Baelen sowie die Nummer 187 zwischen Lontzen und Welkenraedt, wobei es von den Steinen 186 und 187 gar drei Stück gab. An den Grenzen Neutral-Moresnets, entlang der Grünstraße (jetzt Lütticher Straße) gab es zwei mal zwei Stück mit der Nummer 188. Die später nachträglich eingesetzten Zwischensteine im Kreis Malmedy erhielten die Nummer des jeweils letzten offiziellen Grenzsteines mit einem alphabetischen Buchstabenzusatz.

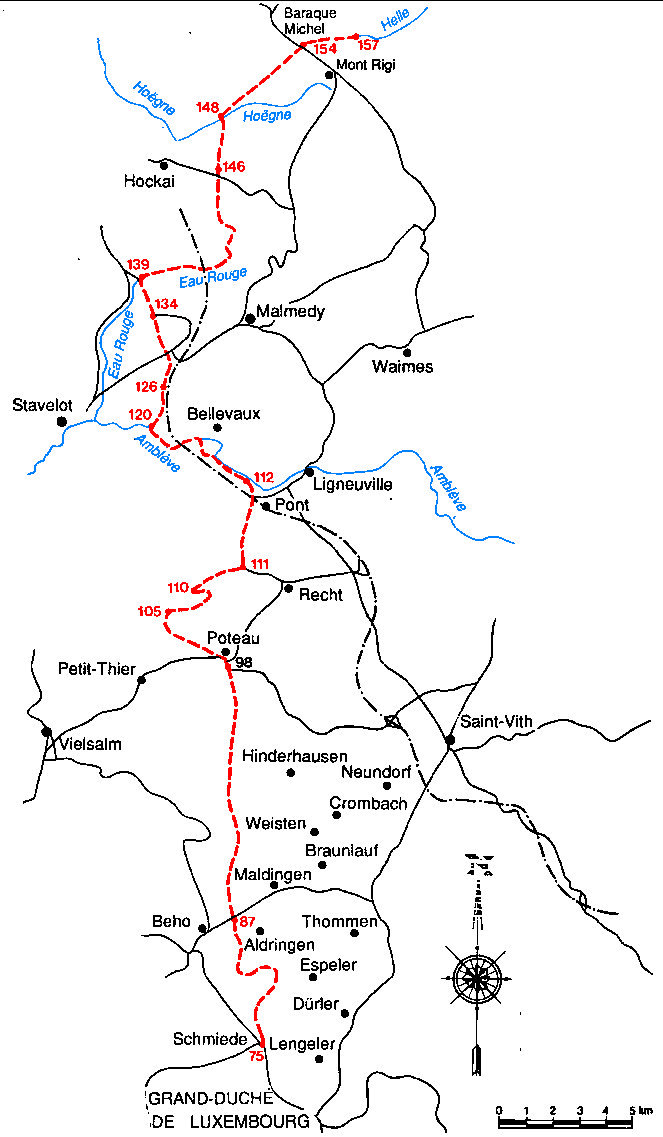
Grenzverlauf und Grenzsteine im Kreis Malmedy
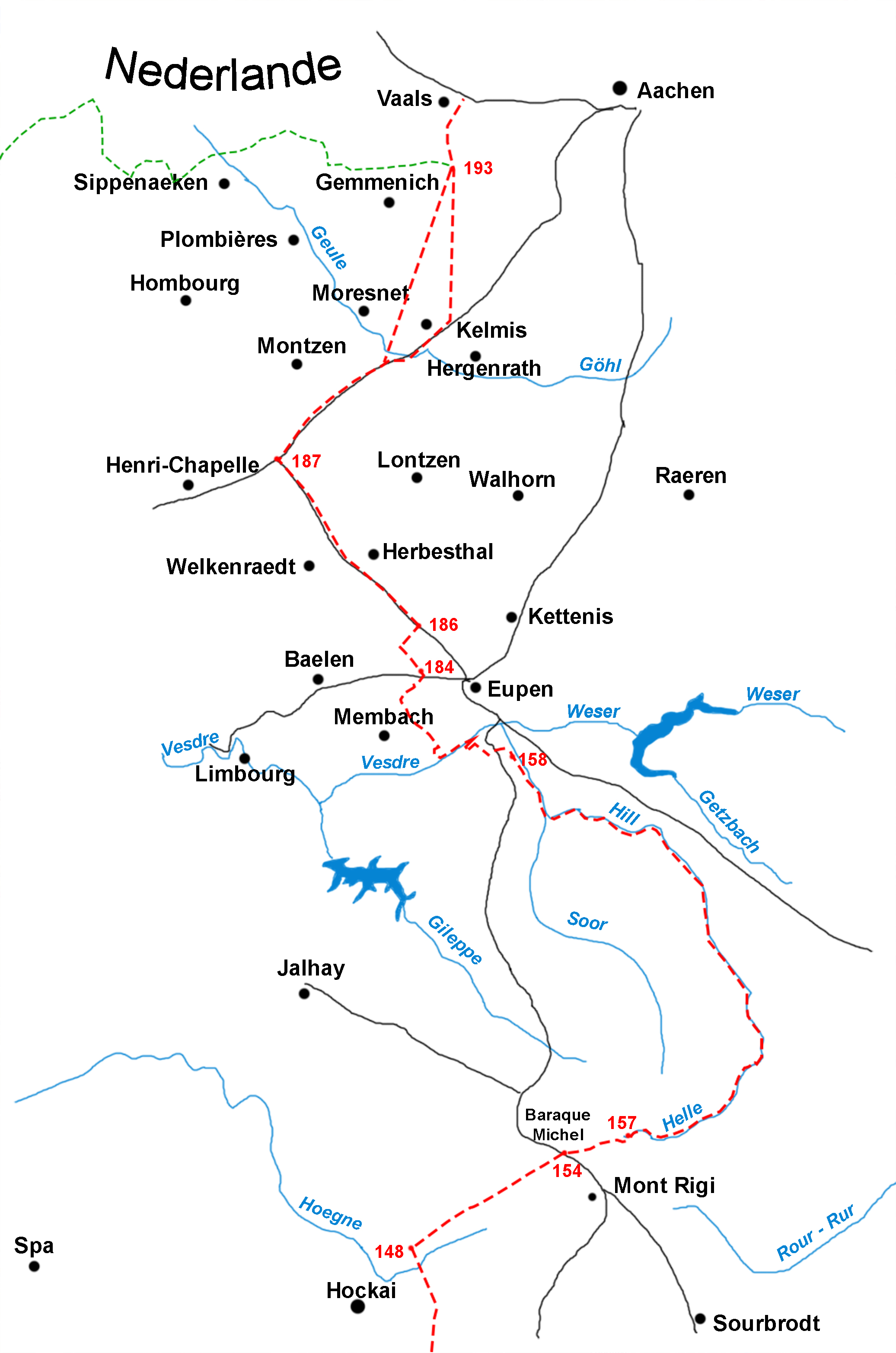
Grenzverlauf und Grenzsteine im Kreis Eupen

Eine Eigenart im Kreis Malmedy war, dass der Grenzverlauf bei Errichtung der ersten Grenzmarkierungen zwischen Nummer 88 und 96 von den beiden Ländern unterschiedlich interpretiert wurde. Preußen sah eine gerade Linie von Stein zu Stein, die Niederlande (Belgien) aber den Verlauf des Handelswegs. Dadurch entstand vor allem zwischen den Steinen 93 und 94 ein Niemandsland. Weder die Niederlande (später Belgien) noch Preußen waren dafür zuständig. Der Fehler wurde erst 1897 entdeckt, als jemand im Bereich zwischen dem Hof Kretels und dem Stein 94 ein Haus bauen wollte. Daraufhin wurde die Linie im Jahr 1898 neu vermessen und 1909 das Protokoll zur tatsächlichen Grenzlinie in Stavelot unterzeichnet. Es wurden viele Zwischensteine aufgestellt, die den genauen Verlauf im Gelände sichtbar machten. Auch der Grenzverlauf um die Bauernhöfe wurde dadurch klar definiert. Bei den Messungen wurde zudem entdeckt, dass der Stein 94 völlig falsch stand, nämlich 30 Meter auf Preußischem Gebiet. Er wurde allerdings nie an die richtige Stelle versetzt.
Ein weiter Effekt der Grenzverschiebung war die Ausweisung eines ab 1925 komplett in Belgien gelegenen über 14 km langen Landstraßendreiecks als Circuit de Spa-Francorchamps nachdem belgische Motorsportler die neuen Gebiete erkundet hatten. Der Streckenabschnitt am Flüsschen Eau Rouge folgte zunächst der ursprünglichen Landstraße, die an der Grenzstelle Ancienne Douane bei Grenzstein 139 eine Serpentine bildete. Diese Engstelle wurde seit den 1930er Jahren durch die schnelle steil bergauf führende Abkürzung Raidillion in südlicher bzw. Renn-Richtung umgangen, während der Landstraßenverkehr nach Norden weiterhin die Serpentine bergab befuhr bis durch Bau einer Umgehungsstraße die Rennstrecke permanent wurde. Der zweite Grenzübertritt lag auf der langen Geraden hinter Bürnenville bzw. dem Abzweig nach Malmedy auf der langen Geraden nach Masta und Stavelot, markiert durch Grenzstein 133 und der Straße zum Dorf Meiz die noch in Preußen lag. Dieser Südabschnitt ist durch die Verkürzung der Strecke auf 7 km seit den späten 1970er Jahren nur noch Landstraße.
An der Grenzlinie zwischen den Steinen 173 und 174, die einen Abschnitt der Grenze zwischen Eupen und Membach (jetzt Baelen) bildet, hat die Weser entweder einen Mäander durchbrochen oder der Durchbruch wurde künstlich erstellt. Daher ist der Stein 174 abhandengekommen, dafür aber ein neuer mit der Nummer 173¹ am ehemaligen Bett der Weser errichtet worden. Unterlagen wurden darüber bisher nicht gefunden, Recherchen haben aber ergeben, dass dies in der Zeit zwischen 1873 und 1914 geschehen ist.
Eine Besonderheit spielen die Grenzen des früheren Gebietes von Neutral-Moresnet und die dortigen Grenzsteine zwischen dem südlichen Zipfel mit den Steinen Nummer 188 und dem nördlichen Eckpunkt mit dem Stein 193 auf dem Vaalserberg. Hier entstanden gemäß Emmericher Protokoll vom 23. September 1818 westlich des Territoriums eine Grenze zwischen Niederlande/Belgien und Neutral-Moresnet, entlang der die Steine mit den Nummern 188, 189, 189½, 190, 190½, 191, 191½, 192 und 193 positioniert sind und östlich eine Grenze zwischen Neutral-Moresnet und Preußen, entlang der sich die Steine mit den Nummern 188,189, 190, 191, 192 und ebenfalls 193 befinden. Später wurde der gesamte Grenzverlauf von Neutral-Moresnet mit 60 Holzpfählen markiert, die durch quadratische Steine ausgetauscht wurden. Sie sind größtenteils erhalten, wurden jedoch bisher nicht unter Denkmalschutz gestellt. Neutral-Moresnet wurde 1920 mit dem Versailler Vertrag aufgelöst und das Territorium Belgien zugesprochen.
Eine weitere Besonderheit stellt der letzte Stein mit der Nummer 193 auf dem Vaalserberg dar. Dieser befand sich ursprünglich an der Grenze des ehemaligen Vierländerecks, an dessen Stelle sich jetzt ein neuer Stein ohne Nummer für die noch übriggebliebenen drei Länder befindet. Der alte Grenzstein 193 wurde zwischenzeitlich 50 Meter weiter nordnordwestlich versetzt, wo er gemeinsam mit den beiden anderen Steinen Niederlande Nr. 1 in der Mitte und Belgien Nr. 1928 den höchsten Punkt der Niederlande markiert.

## Beschreibung
Der Bau der Grenzmarkierungen begann ab 1817 und diese bestanden anfangs aus Eichenholzpfählen, die auf der preußischen Seite schwarz-weiß und auf der niederländischen Seite orange-weiß gestrichen waren. Ihre Höhe betrug 8 rheinische Fuß (2,51 Meter) über Boden, waren quadratisch und hatten eine Dicke von 8 rheinischen Zoll (21 cm). Sie wurden alle zwischen Februar und Oktober 1817 aufgestellt. Sie zeigten sich jedoch als sehr witterungsanfällig und mussten daher bereits ab dem Jahr 1840 schrittweise durch steinerne ersetzt werden, darunter zunächst die Pfähle mit den Nummern 79, 126, 147 und 149, die alle achteckig und aus Blaustein bestehen sowie etwa 1,75 Meter hoch sind.

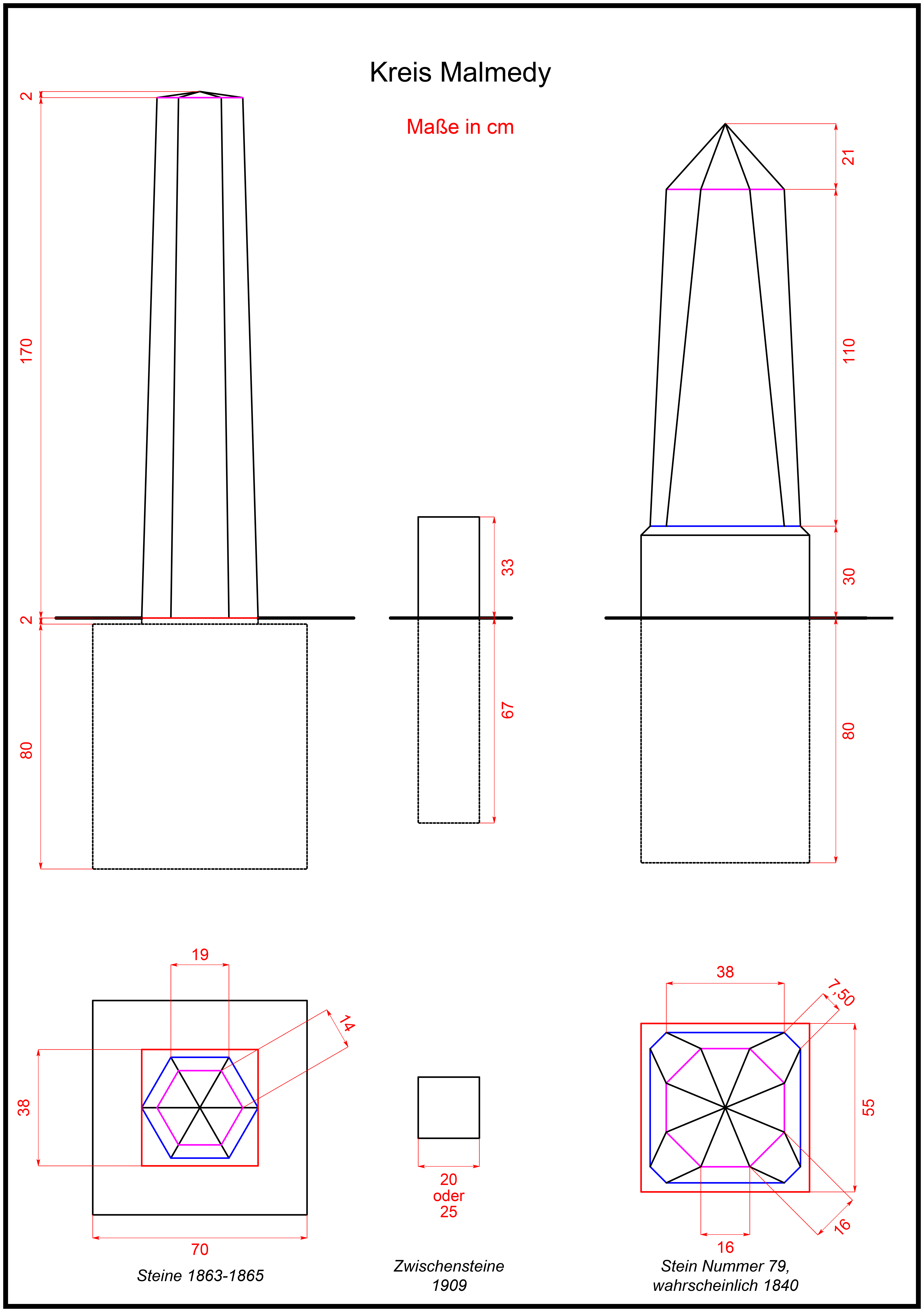
Maße der Grenzsteine im Kreis Malmedy
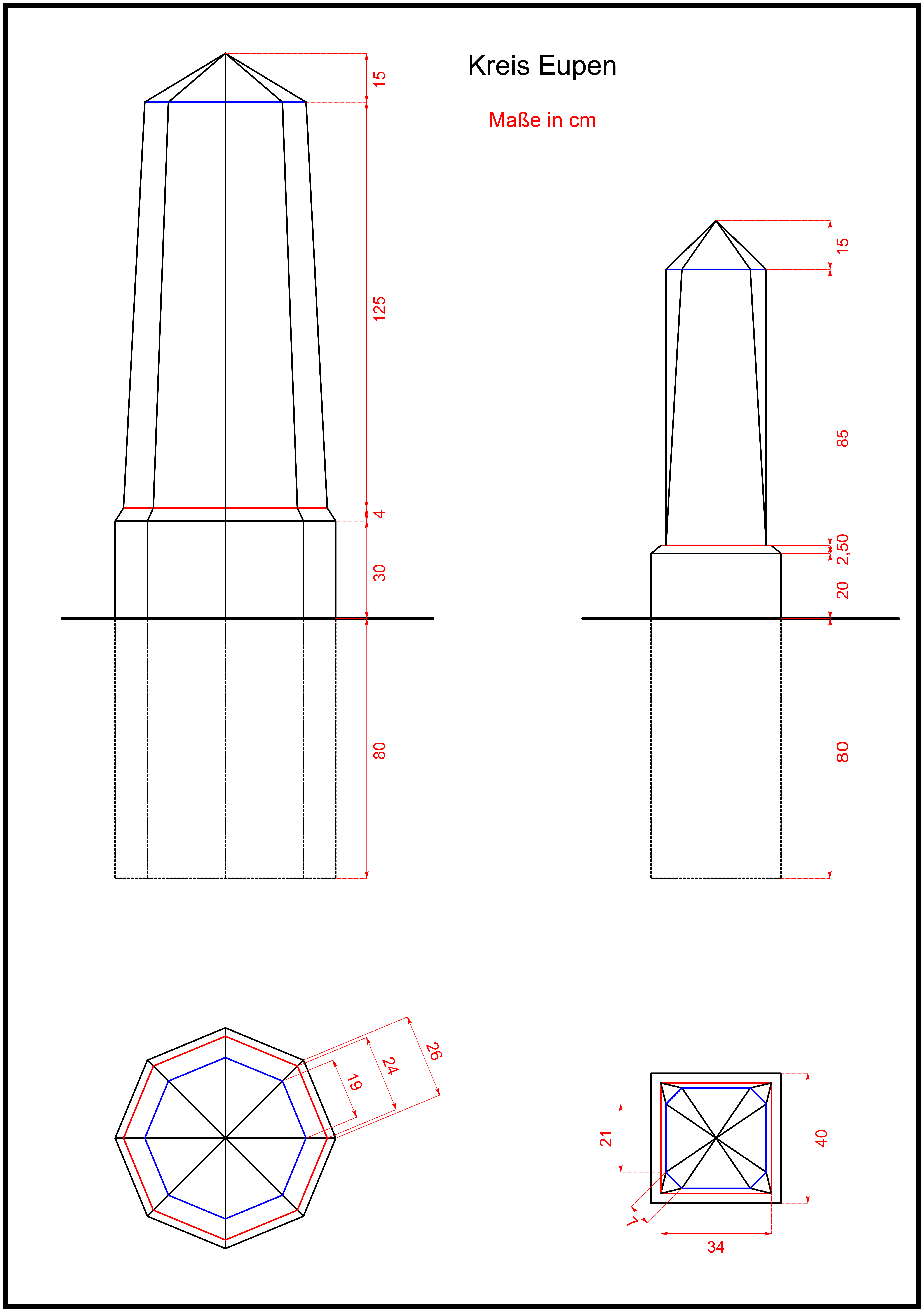
Maße der Grenzsteine im Kreis Eupen

Alle anderen Holzpfähle wurden in den Jahren 1863 bis 1865 ausgetauscht und durch Steine mit unterschiedlichen Maßen und Formen ersetzt, wobei der Sockel in der Regel einen Durchmesser von 40 bis 60 cm hat. Im ehemaligen Kreis Malmedy (Nummern 76 bis 157) wurden, bis auf die vier 1840 ausgetauschten sechseckigen, viereckige Steine mit einer Höhe über dem Boden von 1,70 Meter gesetzt. Zusätzlich zur Nummer befindet sich auf den Steinen noch einerseits der Buchstabe „B“ für Belgien und andererseits ein „P“ für Preußen. Die 1909 ergänzten Zwischensteine sind quadratisch, nur 30 cm hoch und sind mit der Nummer und einem Buchstaben bezeichnet. Im ehemaligen Kreis Eupen (Nummern 158 bis 193) sind die Steine nur mit den Nummern beschriftet und meist quadratisch und etwa 1,20 Meter hoch oder seltener achteckig mit einer Gesamthöhe von 1,70 Meter.

Grenzsteine (Auswahl Bautyp)
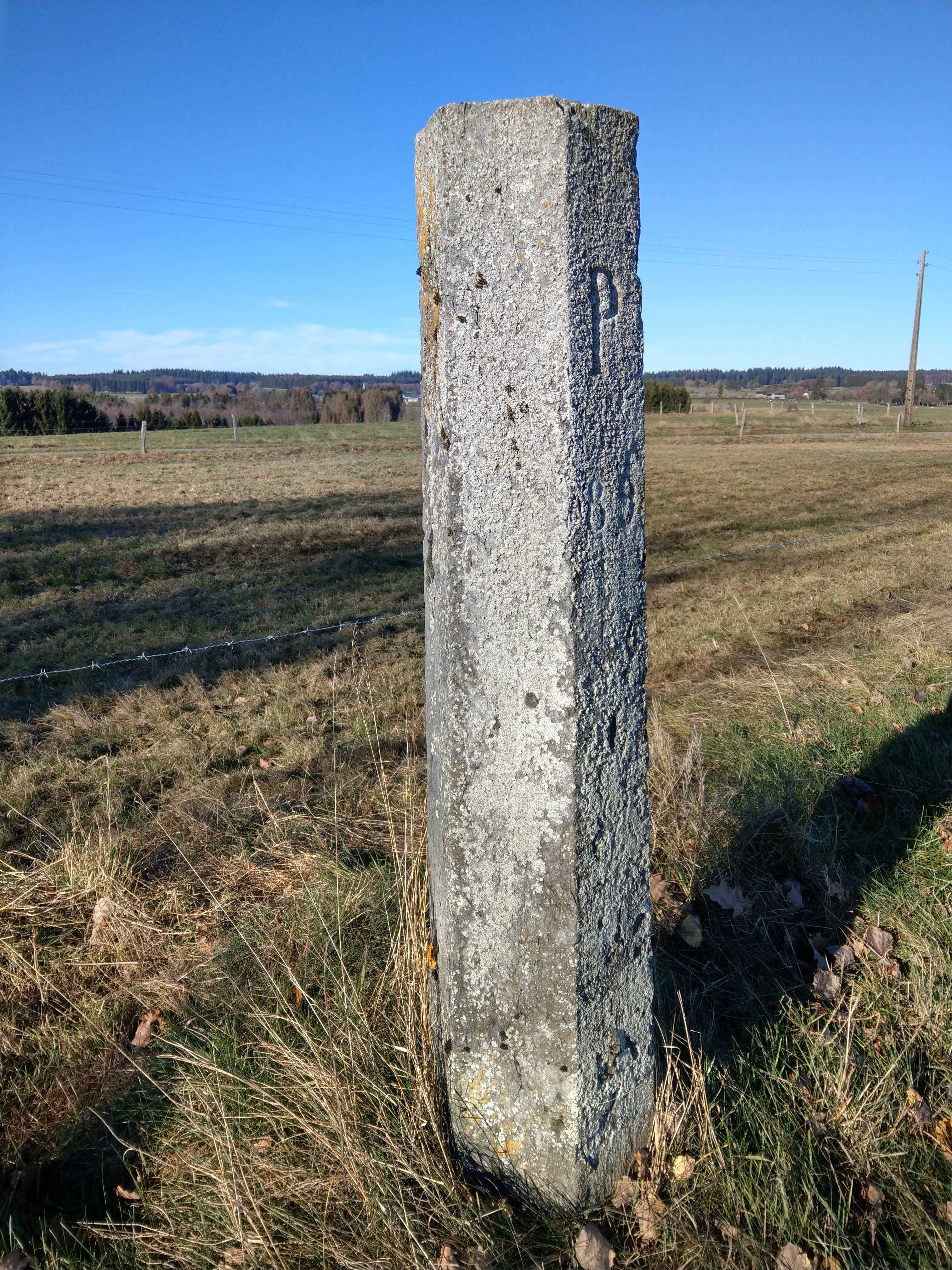
Grenzstein Nr. 89 bei Burg-Reuland; sechseckig, 1,70 Meter hoch
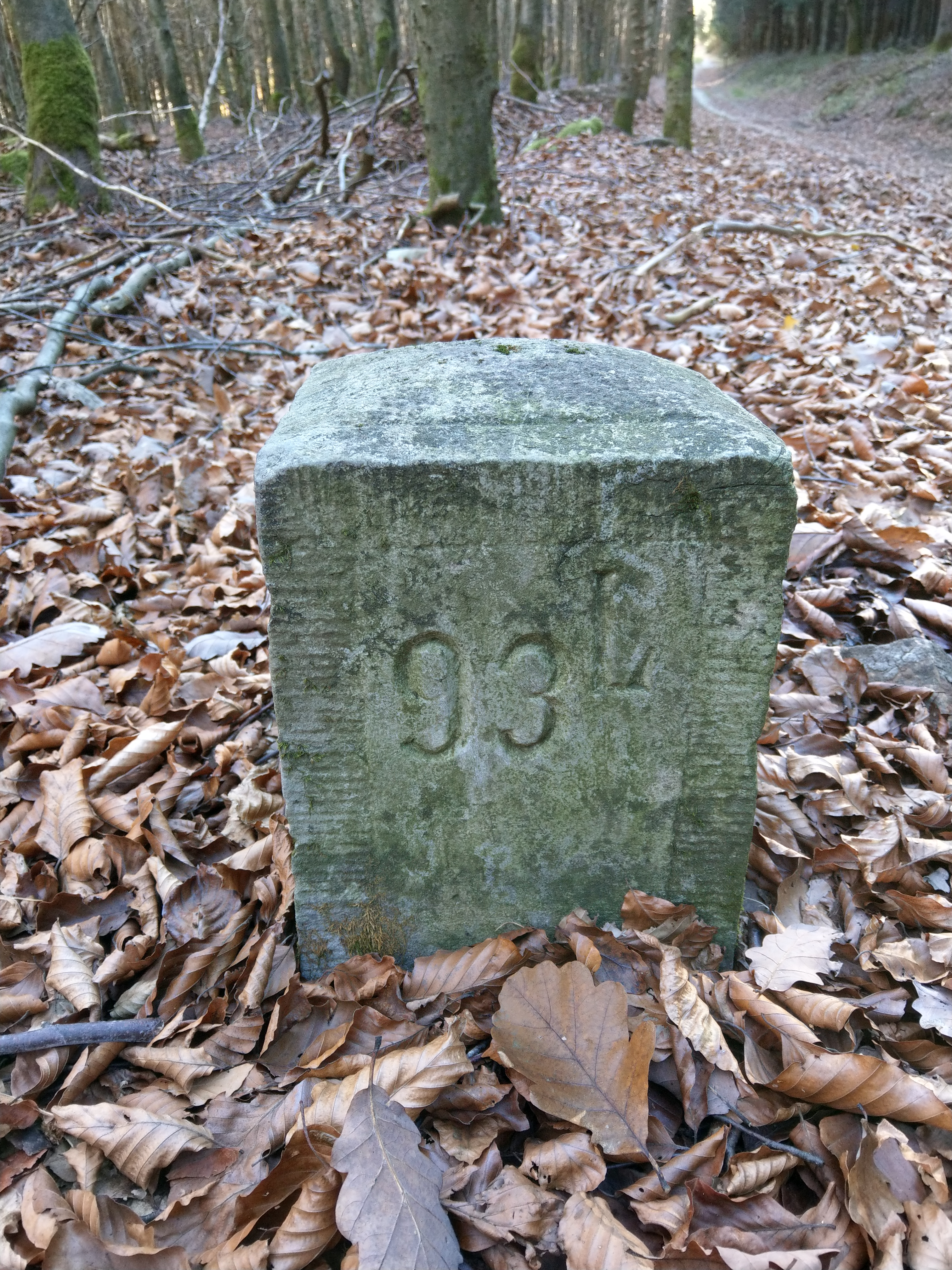
Zwischengrenzstein Nr. 93 L bei St. Vith, quadratisch, 30 cm hoch
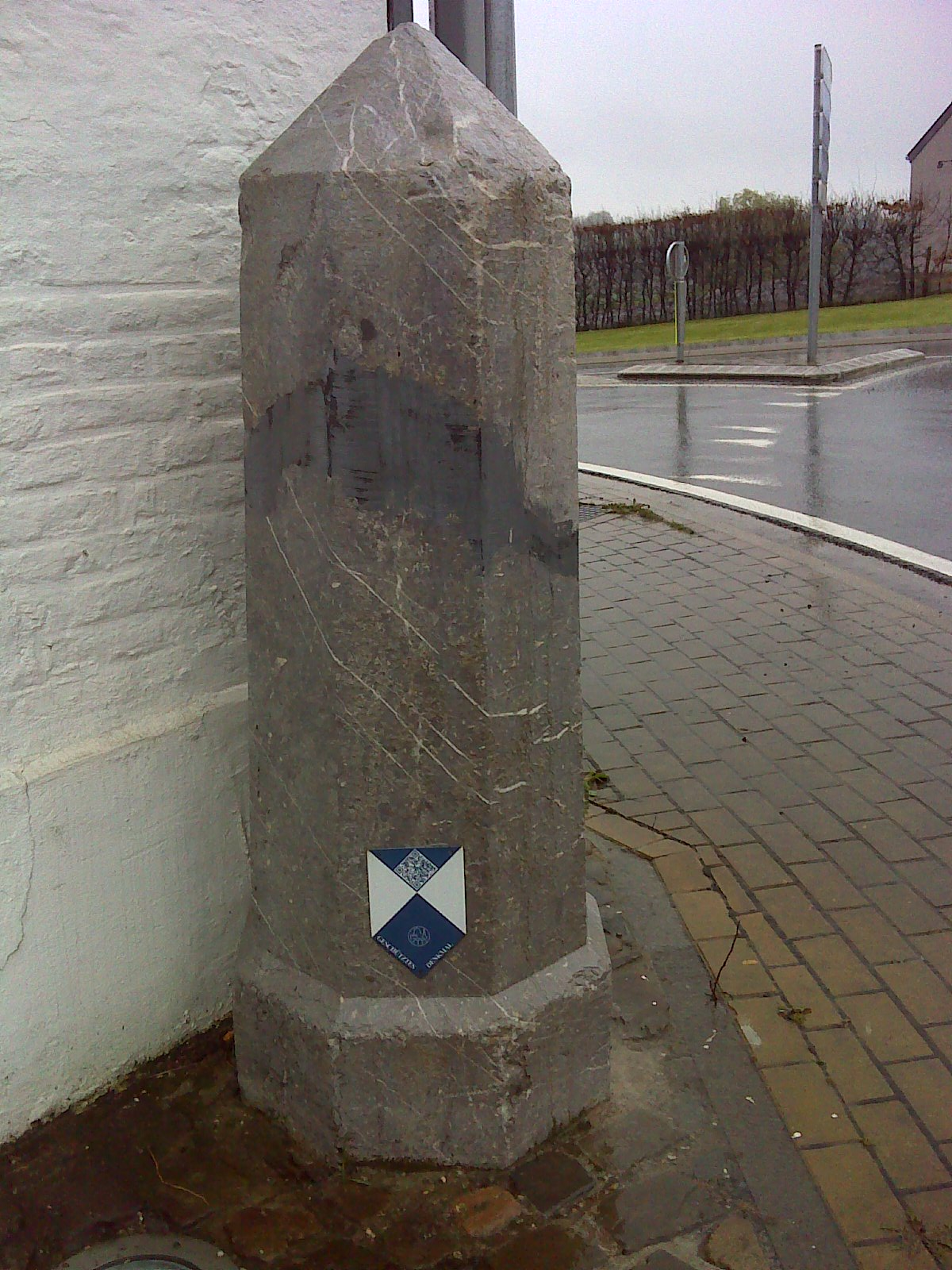
Grenzstein Nr. 187 bei Henri-Chapelle, achteckig, 1,70 Meter hoch
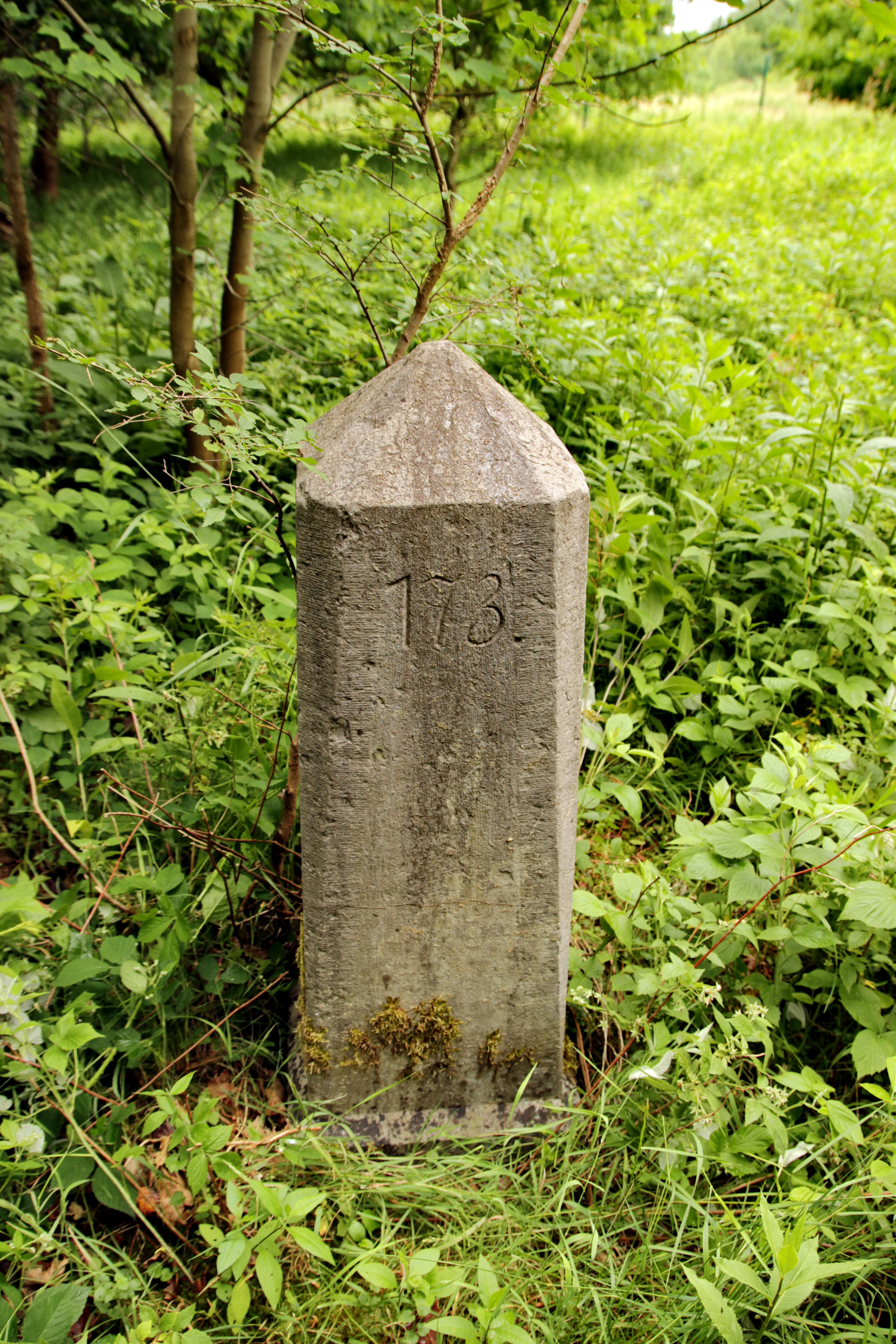
Grenzstein Nr. 173 an der Weser, quadratisch, 1,20 Meter hoch